# Кінгстон (Нью-Йорк)
Кі́нгстон (англ. Kingston) — місто в США, в окрузі Ольстер штату Нью-Йорк. Населення — 24 069 осіб (2020). Воно розташоване за 146 кілометрів на північ від Нью-Йорка уздовж річки Гудзон. Місто є центром округу Ольстер.

## Географія
Кінгстон розташований за координатами 41°55′48″ пн. ш. 73°59′48″ зх. д. / 41.93000° пн. ш. 73.99667° зх. д. (41.930124, -73.996782). За даними Бюро перепису населення США в 2010 році місто мало площу 22,72 км², з яких 19,39 км² — суходіл та 3,33 км² — водойми.

## Демографія
Згідно з переписом 2010 року, у місті мешкали 23 893 особи в 10 217 домогосподарствах у складі 5441 родини. Густота населення становила 1051 особа/км². Було 11147 помешкань (491/км²).
Расовий склад населення:
| - 73,2 % — білих - 14,6 % — чорних або афроамериканців - 1,8 % — азіатів - 0,5 % — корінних американців - 4,9 % — осіб інших рас |

До двох чи більше рас належало 5,0 %. Частка іспаномовних становила 13,4 % від усіх жителів.
За віковим діапазоном населення розподілялося таким чином: 21,8 % — особи молодші 18 років, 63,0 % — особи у віці 18—64 років, 15,2 % — особи у віці 65 років та старші. Медіана віку мешканця становила 39,2 року. На 100 осіб жіночої статі у місті припадало 92,7 чоловіків; на 100 жінок у віці від 18 років та старших — 89,6 чоловіків також старших 18 років.
Середній дохід на одне домашнє господарство становив 55 498 доларів США (медіана — 40 757), а середній дохід на одну сім'ю — 68 288 доларів (медіана — 54 886). Медіана доходів становила 36 749 доларів для чоловіків та 39 443 долари для жінок. За межею бідності перебувало 18,6 % осіб, у тому числі 28,8 % дітей у віці до 18 років та 8,7 % осіб у віці 65 років та старших.
Цивільне працевлаштоване населення становило 10 903 особи. Основні галузі зайнятості: освіта, охорона здоров'я та соціальна допомога — 30,7 %, роздрібна торгівля — 11,7 %, мистецтво, розваги та відпочинок — 10,5 %.

## Місто-побратим
Сокиряни, Україна